# Vlajka Jižní Georgie a Jižních Sandwichových ostrovů

Vlajka Jižní Georgie a Jižních Sandwichových ostrovů
Poměr stran: 1:2

Vlajka Jižní Georgie a Jižních Sandwichových ostrovů, neobydleného zámořského území Spojeného království, je tvořena britskou modrou státní námořní vlajkou (Blue Ensign) o poměru stran 1:2 s vlajkovým emblémem (anglicky badge) těchto ostrovů ve vlající části.
Původní vlajka byla schválena roku 1985, kdy bylo toto teritorium vytvořeno. Znak na vlajce byl tehdy menší a v bílém kruhu. Aktuální verze vlajky byla přijata mezi lety 1999–2002.
Před vytvořením teritoria byly ostrovy součástí Falkland a používala se zde falklandská vlajka. Argentina stále považuje ostrovy za součást své provincie Tierra del Fuego.

## Galerie

Vlajka guvernéra Jižní Georgie a Jižních Sandwichových ostrovů Poměr stran: 1:2
Vlajka Jižní Georgie a Jižních Sandwichových ostrovů (1992–1999) Poměr stran: 1:2
Vlajka guvernéra Jižní Georgie a Jižních Sandwichových ostrovů (1992–1999) Poměr stran: 1:2
Vlajka argentinské provincie Tierra del Fuego